# いずこねこ
いずこねこは、2011年10月から2014年8月まで活動していた日本の歌手・アイドルである茉里（現泉茉里）によるソロプロジェクト。元ekoms所属。

## 概要
音楽プロデューサーのサクライケンタが茉里と出会い、自らが制作している楽曲の仮歌を依頼。茉里が仮歌を歌ったMary Angelのライブを観に行き、自身もステージに立ってみたいと希望したことから、サクライがオリジナル楽曲を書き下ろした。
サクライがのちに「現音ポップ」と称する現代音楽とポップスを組み合わせ、変拍子を多用した楽曲、サクライによる暗い歌詞と茉里による笑顔のパフォーマンスというギャップが特徴。
「いずこねこ」という名前の由来は、1996年公開のフランス映画『猫が行方不明』からインスパイアされた「何処猫」をひらがなにしたもの。名前に由来する猫をモチーフとしており、歌詞の中に猫の鳴き声の擬音が含まれていたり、グッズやアルバムジャケットなどのビジュアルに猫のイラストが多用される。
2011年10月1日初ステージ。翌2012年にはTOKYO IDOL FESTIVALに初出場。2013年11月にはバンド編成での2ndワンマンライブ（東京キネマ倶楽部）を成功させた。
しかし、2014年3月2日未明、サクライがTwitter上でいずこねこの活動終了を示唆するツイートを行う。翌3月3日には活動続行を発表したものの、結局は2014年5月21日、いずこねことしての活動を8月31日に終了することを発表した。
活動終了にあたり、映画「世界の終わりのいずこねこ」がクラウドファンディングにより制作されることになり、映画関連に限りいずこねことしての活動は継続。映画は2015年3月7日に公開された。
活動休止後、茉里は“ミズタマリ”と改名し、アイドルグループBiSの元メンバーであるカミヤサキと二人組ユニット・プラニメ（現GANG PARADE）を組んで活動していたが、2015年5月をもって脱退。2017年1月現在、本名の泉茉里名義でTHE 夏の魔物・エムトピのメンバーとして活動中。
サクライは同じく元BiSのメンバーであるコショージメグミが中心となって結成されたアイドルグループ・Maison book girlにプロデューサーとして携わっている。
2022年に一曲限りの復活をしている。

## ディスコグラフィ

### シングル
|     | 発売日         | タイトル                          | 備考                     |
| --- | -------------- | --------------------------------- | ------------------------ |
| 1st | 2011年11月11日 | JuPiter girL                      |                          |
| 2nd | 2011年12月18日 | rainy irony                       |                          |
| 3rd | 2012年2月25日  | nostalgie el                      |                          |
| 4th | 2022年8月19日  | WHERE is the CAT? feat.いずこねこ | 飼い主（ファン）との合作 |

### アルバム
| 発売日         | タイトル                                              | 規格品番   | 備考                                                          |
| -------------- | ----------------------------------------------------- | ---------- | ------------------------------------------------------------- |
| 2012年4月14日  | IZUKONEKO EP                                          | -          |                                                               |
| 2012年8月4日   | 最後の猫工場                                          | SCSND-0001 | 初のフルアルバム                                              |
| 2013年1月23日  | ROOM EP                                               | SCSND-0002 | オリコンデイリーチャート43位                                  |
| 2013年4月3日   | なみえて Live CD                                      | SCSND-0003 | 2012年11月10日 新宿MARZにて行われた初のワンマンライブから選曲 |
| 2013年11月27日 | last summer EP                                        | SCSND-0004 |                                                               |
| 2015年3月4日   | 世界の終わりのいずこねこ オリジナル・サウンドトラック | SCSND-0006 | いずこねこが主演する映画のサウンドトラック                    |

### 映像作品
| 発売日        | タイトル                                                    | 規格品番   | 備考                                              |
| ------------- | ----------------------------------------------------------- | ---------- | ------------------------------------------------- |
| 2014年6月25日 | 2nd oneman LIVE 「猫と煙と赤いカーテン」in 東京キネマ倶楽部 | SCSND-0005 | 東京キネマ倶楽部での2度目の単独ライブの模様を収録 |

### 書籍・雑誌
- 雑誌BREAK Max　連載「いずこねこの今月のヲタ活」(2012年11月18日-2013年3月18日休刊)
- Tarzan　（2013年5月9日号　マガジンハウス社）「いま見逃せないアイドルたち」掲載
- アイドルのいる暮らし （2013年4月）岡田康宏著／ポット出版 - 表紙グラビア
- DVDマガジン「IDOL NEWSING vol.1」（2014年5月21日）／IDOL NEWSING
- 世界の終わりのいずこねこ （2015年3月7日）西島大介著／太田出版 - グラビア写真

### ラジオ
- MBSうたぐみ（2013年3月 MBSラジオ）2013年3月のスマ火マンスリースマイルアーティストとして特集。
- うたぐみPARTY（2013年10月10日 - 2014年3月20日、MBSラジオ）

### 映画
- 世界の終わりのいずこねこ（2015年3月7日公開） - 主演

## ライヴ、イベント

### 単独ライブ
| 公演日         | 公演名                                      | 会場                    | 備考                                       |
| -------------- | ------------------------------------------- | ----------------------- | ------------------------------------------ |
| 2012年11月10日 | 最後の猫工場のはじまり                      | 新宿MARZ                | 初ワンマンライブ、ライブの模様を音源にCD化 |
| 2013年2月22日  | み～んな仲良くいずこねこDAY～飼い主感謝祭～ | 大阪 味園ビル2F「紅鶴」 |                                            |
| 2013年11月23日 | 猫と煙と青                                  | 鶯谷 東京キネマ倶楽部   |                                            |
| 2013年11月4日  | 猫と煙と赤いカーテン                        | 大阪・OSAKA MUSE        |                                            |

### イベント
| 公演日        | 公演名                   | 会場                 | 備考                         |
| ------------- | ------------------------ | -------------------- | ---------------------------- |
| 2012年8月3日  | TOKYO IDOL FESTIVAL 2012 | お台場・青海特設会場 |                              |
| 2013年7月27日 | TOKYO IDOL FESTIVAL 2013 | お台場・青海特設会場 |                              |
| 2014年8月31日 | @JAM EXPO 2014           | 横浜アリーナ         | いずこねことして最後のライブ |